# 元季聪
元季聪（510年—530年9月28日），一名季葱，小字舍利，河南郡洛阳县（今河南省洛阳市东）人，魏孝文帝元宏孙女，太傅、清河文献王元怿第三女，魏孝静帝姑母。

## 生平
元季聪最初嫁给卢氏，在魏孝明帝元诩时期封颖阳县主。永安二年（529年），元季聪出任女侍中，后来改嫁李神俊。永安三载八月廿一日（530年9月28日），元季聪在洛阳都乡显德里去世，虚岁廿一，葬于覆舟山以南，兴和三年岁次辛酉十二月廿三日（542年1月24日）迁葬于邺城西西门豹祠东南二里半司徒李神俊墓旁，魏孝静帝诏令追赠高密长公主，赐布帛五百匹，派宫中使者监护丧事。